# Union de la jeunesse juive
L'Union de la jeunesse juive (U.J.J.) est une organisation de jeunesse née dans la Résistance, très proche du Parti communiste français.
Fondée en 1943, elle est considérée comme l'organisation de jeunesse de la MOI.
Elle était particulièrement implantée à Lyon et à Grenoble.
En juillet 1945, elle fusionne avec l'U.J.R.F. (Union de la jeunesse républicaine de France), ancêtre du Mouvement Jeunes communistes de France.
Cette fusion est cependant retardée par l'opposition d'Adam Rayski qui en fait part à Jacques Duclos, lequel finit, cependant, quelques semaines plus tard, par passer outre.